# 오빠생각 (영화)
《오빠 생각》은 2016년에 개봉한 대한민국의 영화이다. 한국 전쟁 때 있던 어린이 합창단을 실화로 제작되었고, 동요 "오빠생각"을 모티브로 한 것이다.
영화의 모티브가 된 해군 어린이 합창단은 한국전쟁 당시, 전장과 군 병원 등지에서 위문공연을 했으며, 휴전 직후 미국 전역, 60년대에는 일본과 동남아, 유럽까지 순회공연을 이어갔다.
전쟁으로 가족과 동료를 잃은 군인 한상렬(임시완)은 우연히 전출 명령을 받아 부산에 있는 한 부대로 가게 된다. 그곳에는 부모를 잃고 홀로 남은 아이들을 위한 고아원이 있었다. 아이들의 해맑은 모습에 그는 마음을 열고 자원봉사자 선생님인 박주미(고아성)와 함께 어린이 합창단을 만든다.

## 캐스팅
- 임시완 : 한상렬 역
- 고아성 : 박주미 역
- 이희준 : 갈고리 역
- 이준혁 : 조준혁 상사 역
- 정준원 : 동구 역
- 이레 : 순이 역
- 탕준상 : 춘식 역
- 김영재 : 동구 부 역
- 김윤태 : 춘식 부 역
- 박수영 : 박 대령 역
- 황상경 : 영춘호 역
- 장준휘 : 인민장교 역
- 김설믜 : 복남 역
- 이서준 : 운전병 역
- 박지연 : 소담 역
- 김현빈 : 일환 역
- 홍동영 : 영호 역
- 홍성덕 : 한상렬 부 역
- 손영순 : 마을 할머니 역
- 조왕별 : 동구마을 아이 2 역
- 장대웅 : 합창단 / 희덕 역
- 김민결 : 합창단 / 선희 역
- 박도연 : 합창단 / 만지 역
- 강현구 : 갈고리 아이 1 역
- 이승준 : 군의관 1 역
- 이원섭 : 상렬 소대원 / 무전병 역
- 박대원 : 상렬 소대원 / 병사 6 역
- 정수교 : 동구 마을 군인 2 역
- 장우진 : 동구 마을 주민 5 역
- 김향기 : 상렬 여동생 한순미 역 (특별출연)